# 2 март
2 март е 61-вият ден в годината според григорианския календар (62-ри през високосна година). Остават 304 дни до края на годината.

## Събития
- 986 г. – Луи V става крал на франките.
- 1353 г. – Османските турци завладяват голямата крепост Галиполи, изходна база за завладяване на балкански територии.
- 1498 г. – По време на колонизаторското си плаване Вашко да Гама пристига в днешен Мозамбик.
- 1699 г. – Френският изследовател Пиер Ле Мойн д’Ибервил открива устието на река Мисисипи (САЩ).
- 1796 г. – 26-годишният генерал Наполеон Бонапарт е назначен за командващ френската армия в Италия.
- 1831 г. – Създаден е окръг Айония в щата Мичиган, САЩ.
- 1855 г. – Александър II става цар на Русия.
- 1877 г. – Избирателната комисия в САЩ след преразглеждане на изборните резултати обявява за президент Ръдърфорд Хейс.
- 1896 г. – Великите сили признават Фердинанд I за княз на България.
- 1919 г. – В Москва е открит първият конгрес на Комунистическия интернационал.
- 1933 г. – В Ню Йорк се състои премиерата на филма Кинг Конг.
- 1949 г. – Американският пилот Джеймс Галахън завършва със самолет „Lucky Lady II“ (B-50 Superfortress) първия в историята околосветски полет без прекъсване с 4 зареждания с гориво във въздуха.
- 1941 г. – Втора световна война: Първите германски войници влизат в България след присъединяването към пакта.
- 1951 г. – В NBA се провежда първият мач на звездите.
- 1951 г. – Пощенска спестовна каса и множество по-малки банки са обединени в Държавна спестовна каса (след 1999 г. – Банка ДСК)
- 1954 г. – УЕФА взема решение за учредяване на футболната Купа на европейските шампиони.
- 1962 г. – В Мианмар ген. У Не Вин осъществява военен преврат, при който на власт идва Партията на бирманската социалистическа програма. Провъзгласен е „бирманският път към социализма“.
- 1969 г. – Състои се първият изпитателен полет на френско-английския свръхзвуков пътнически самолет Конкорд.
- 1969 г. – На остров Джънбао избухва престрелка между съветски и китайски граничари, която по-късно прераства във въоръжен конфликт между двете държави.
- 1970 г. – Родезия се провъзгласява за република и скъсва всякаква връзка с Британската корона.
- 1983 г. – В Англия фирмите Sony, Philips и Polygram за първи път демонстрират съвместната си разработка – компактдиск.
- 1987 г. – Закрита е корпорацията Америкън Моторс.
- 1989 г. – Дванадесет страни от Европейската общност постигат съгласие за забрана на всякакви фреонови продукти до края на века.
- 1995 г. – Изследователи във Фермилаб обявяват откриването на топ кварк.
- 1998 г. – Данните, изпратени от космическата сонда Галилео показват, че на луната Европа, спътник на Юпитер, има течен океан под дебел слой лед.
- 2017 г. – На официална конференция в Москва са добавени към периодичната таблица елементите московий, тенесин и оганесон.

## Родени
- 1316 г. – Робърт II Стюарт, крал на Шотландия († 1390 г.)
- 1459 г. – Адриан VI, римски папа († 1523 г.)
- 1481 г. – Франц фон Зикинген, германски вожд († 1523 г.)
- 1793 г. – Сам Хюстън, президент на Република Тексас († 1863 г.)
- 1810 г. – Лъв XIII, римски папа († 1903 г.)
- 1817 г. – Янош Арани, унгарски поет († 1882 г.)
- 1824 г. – Бедржих Сметана, чешки композитор († 1884 г.)
- 1834 г. – Лев Иванов, руски балетмайстор († 1901 г.)
- 1859 г. – Шалом Алейхем, руски новелист († 1916 г.)
- 1861 г. – Никола Иванов (офицер), български генерал († 1940 г.)
- 1865 г. – Калин Найденов, български генерал († 1925 г.)
- 1876 г. – Пий XII, римски папа († 1958 г.)
- 1880 г. – Мицумаса Йонаи, министър-председател на Япония († 1948 г.)
- 1894 г. – Александър Опарин, руски биолог († 1980 г.)
- 1900 г. – Курт Вайл, германски композитор († 1950 г.)
- 1903 г. – Хари Гизе, немски актьор († 1991 г.)
- 1910 г. – Валтер Тил, германски учен († 1943 г.)
- 1913 г. – Георги Фльоров, руски физик († 1990 г.)
- 1914 г. – Мартин Рит, американски режисьор († 1990 г.)
- 1919 г. – Дженифър Джоунс, американска актриса († 2009 г.)
- 1925 г. – Ефим Гелер, украински шахматист († 1998 г.)
- 1925 г. – Николай Янков, български литературовед († 1982 г.)
- 1926 г. – Мъри Ротбард, американски икономист († 1995 г.)
- 1928 г. – Гиньо Ганев, български политик († 2016 г.)
- 1930 г. – Том Улф, американски писател († 2018 г.)
- 1931 г. – Михаил Горбачов, президент на СССР, Нобелов лауреат през 1990 г. († 2022 г.)
- 1937 г. – Абделазиз Бутефлика, алжирски президент († 2021 г.)
- 1938 г. – Александър Костов, български футболист († 2019 г.)
- 1939 г. – Йоаникий Сливенски, митрополит на Сливенска митрополия († 2024 г.)
- 1940 г. – Фредерик ван Зейл Слаберт, южноафрикански политик († 2010 г.)
- 1942 г. – Джон Ървинг, американски писател
- 1942 г. – Лу Рийд, американски певец († 2013 г.)
- 1943 г. – Питър Строб, американски писател († 2022 г.)
- 1948 г. – Рори Галахър, ирландски китарист († 1995 г.)
- 1955 г. – Шоко Асахара, японски терорист († 2018 г.)
- 1956 г. – Марк Евънс, австралийски китарист
- 1962 г. – Джон Бон Джоуви, американски певец
- 1963 г. – Таню Киряков, български спортист
- 1966 г. – Ани Вълчанова, българска актриса
- 1968 г. – Даниел Крейг, английски актьор
- 1972 г. – Моник Швитер, швейцарска писателка и актриса
- 1972 г. – Даниил, български патриарх
- 1976 г. – Даниил Страхов, руски актьор
- 1977 г. – Георги Вачев, български актьор
- 1982 г. – Кевин Курани, германски футболист
- 1983 г. – Рейчъл Рокс, американска порноактриса
- 1988 г. – Джеймс Артър, английски певец
- 1989 г. – Марсел Хиршер, австрийски скиор

## Починали
- 1333 г. – Владислав I Локетек, крал на Полша (* 1260 г.)
- 1782 г. – Софи Френска, френска благородничка (* 1734 г.)
- 1791 г. – Джон Уесли, основател на методистката църква (* 1703 г.)
- 1797 г. – Хорас Уолпоул, английски политик (* 1717 г.)
- 1835 г. – Франц II, първи император на Австрийската империя (* 1768 г.)
- 1840 г. – Хайнрих Вилхелм Олберс, немски астроном (* 1758 г.)
- 1855 г. – Николай I, император на Русия (* 1796 г.)
- 1885 г. – Жозеф Алфред Сере, френски математик (* 1819 г.)
- 1895 г. – Алексей Михайлович, руски велик княз (* 1875 г.)
- 1895 г. – Исмаил Паша, владетел на Египет (* 1830 г.)
- 1899 г. – Николай Палаузов, български възрожденец (* 1819 г.)
- 1905 г. – Димитър Добрович, български художник (* 1846 г.)
- 1930 г. – Дейвид Хърбърт Лорънс, английски писател (* 1885 г.)
- 1939 г. – Димитър Страшимиров, български филолог (* 1868 г.)
- 1939 г. – Хауърд Картър, британски археолог (* 1874 г.)
- 1946 г. – Евтим Дабев, български политик (* 1864 г.)
- 1948 г. – Ейбрахам Брил, американски психиатър (* 1874 г.)
- 1978 г. – Бохуслав Хавранек, чешки езиковед (* 1893 г.)
- 1980 г. – Ярослав Ивашкевич, полски писател (* 1894 г.)
- 1982 г. – Филип Дик, американски писател (* 1928 г.)
- 1987 г. – Рандолф Скот, американски актьор и режисьор (* 1898 г.)
- 1991 г. – Серж Генсбур, френски поет и певец (* 1928 г.)
- 1992 г. – Санди Денис, американска актриса (* 1937 г.)
- 1993 г. – Иван Иванов, български музикант (* 1935 г.)
- 1999 г. – Дъсти Спрингфийлд, британска певица (* 1939 г.)
- 2006 г. – Илия Пенев, български актьор (* 1933 г.)
- 2007 г. – Анри Троая, френски историк и биограф (* 1911 г.)
- 2009 г. – Жоао Виейра, президент на Гвинея-Бисау (* 1939 г.)
- 2016 г. – Петко Бочаров, български журналист (* 1919 г.)
- 2023 г. – Уейн Шортър, американски джаз музикант и композитор (* 1933 г.)

## Празници
- Етиопия – Празник в чест на победата при Адуа
- Мароко – Ден на независимостта (от Франция и Испания, 1956 г., национален празник)
- Мианмар – Ден на земеделеца